# کوئردا سکا
کوئردا سکا (اسپانیایی: Cuerda seca‎ به معنی ریسمان خشک) تکنیکی است که هنگام اعمال لعاب‌های رنگی روی سطوح سرامیکی استفاده می‌شود.

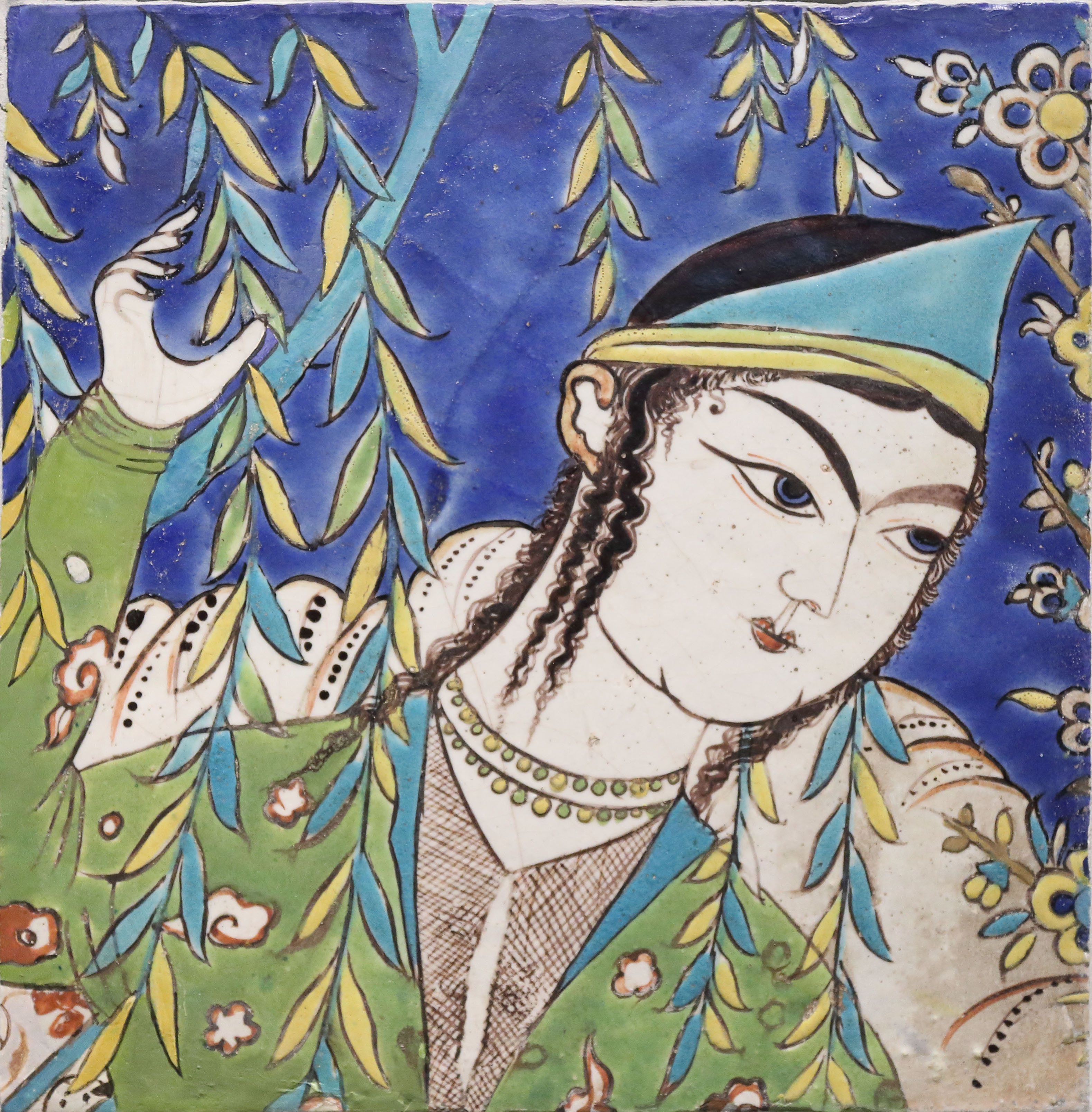
یک کاشی در اصفهان، قرن هفدهم میلادی

هنگامی که لعاب‌های رنگی مختلف روی یک سطح سرامیکی اعمال می‌شوند، لعاب‌ها در طول فرآیند پخت تمایل به کنار هم قرار گرفتن دارند. در تکنیک کوئردا سکا، لعاب‌های محلول در آب روی سطح با خطوط نازکی از یک ماده چرب از هم جدا می‌شوند تا از بیرون ریختن آنها از نواحی مشخص شده جلوگیری شود. یک رنگدانه تیره مانند کربنات منگنز معمولاً با گریس مخلوط می‌شود تا یک خط تیره در اطراف هر ناحیه رنگی ایجاد شود.